# John Kristian Dahl
John Kristian Dahl (Kirkenes, 5 maggio 1981) è un fondista norvegese.

## Biografia
Ha debuttato in campo internazionale ai Mondiali juniores di Karpacz/Szklarska Poręba del 2001, arrivando 5º nella 10 km a tecnica classica e 2º nella sprint.
In Coppa del Mondo ha esordito nella stessa stagione, nella sprint a tecnica classica di Oslo del 7 marzo (35º), ha ottenuto il primo podio il 7 dicembre 2003 nella sprint a squadre a tecnica libera di Dobbiaco (3°) e la prima vittoria il 13 dicembre 2009 nella sprint a tecnica libera di Davos.
In carriera ha preso parte a un'edizione dei Campionati mondiali, Liberec 2009 (15° nella sprint).

## Palmarès

### Mondiali juniores
- 1 medaglia:
  - 1 argento (sprint a tecnica libera a Karpacz/Szklarska Poręba 2001)

### Coppa del Mondo
- Miglior piazzamento in classifica generale: 16º nel 2009
- 13 podi (9 individuali, 4 a squadre):
  - 1 vittoria (individuale)
  - 5 secondi posti (4 individuali, 1 a squadre)
  - 7 terzi posti (4 individuali, 3 a squadre)

#### Coppa del Mondo - vittorie
| Data             | Luogo | Paese    | Disciplina |
| ---------------- | ----- | -------- | ---------- |
| 13 dicembre 2009 | Davos | Svizzera | Sprint TL  |

Legenda:
TC = tecnica classica
TL = tecnica libera

#### Coppa del Mondo - competizioni intermedie
- 2 podi di tappa:
  - 1 vittoria
  - 1 secondo posto

##### Coppa del Mondo - vittorie di tappa
| Data             | Località | Nazione   | Competizione   | Disciplina |
| ---------------- | -------- | --------- | -------------- | ---------- |
| 26 novembre 2010 | Kuusamo  | Finlandia | Nordic Opening | Sprint TC  |

Legenda:
TC = tecnica classica
TL = tecnica libera